# سیارک ۱۴۲۲۴
سیارک ۱۴۲۲۴ (به انگلیسی: 14224 Gaede، نامگذاری:1999XU33) چهارده هزار و دویست و بیست و چهارمین سیارک کشف شده‌است که در ۶ دسامبر ۱۹۹۹ کشف شد.
قدر مطلق سیارک برابر ۱۸.۶ است.